# Movimiento de Inclusión y Oportunidades
El Movimiento de Inclusión de Oportunidades, más conocido como Movimiento MIO, fue un partido de minorías étnicas de Colombia. Este tipo de partidos tienen una legislación especial que no les obliga a superar el umbral electoral en elecciones legislativas, sino simplemente contar con un representante en cualquiera de las dos cámaras.

## Historia
El movimiento fue fundado originalmente en el año 2001 como Movimiento Popular Unido por el destituido exsenador vallecaucano Carlos Herney Abadía, quien al quedar condenado por el Proceso 8000 e inhabilitado de por vida para elegir cargos públicos, promovió la carrera política de su hijo, Juan Carlos Abadía quien con tan solo 22 años resultó elegido para la Asamblea Departamental del Valle del Cauca por el partido recién fundado por su padre. Posteriormente, el exdiputado a la Asamblea del Valle del Cauca por el Partido Liberal Colombiano Juan Carlos Martínez Sinisterra alcanzó una curul del Senado en las elecciones legislativas de Colombia de 2002 con el aval de este movimiento, lo mismo que para Miguel de la Espriella y Eleonora Pineda, ex congresistas que a la postre terminaron condenados por parapolítica.
En el año 2003 el movimiento pasa a integrar la coalición de gobierno del presidente Álvaro Uribe Vélez, así como Juan Carlos Abadía resultó elegido Concejal de la ciudad de Cali; periodo que no cumplió retirándose un año antes para aspirar a la Gobernación del Valle en las elecciones de 2007. A pesar de que inscribió su candidatura por un movimiento significativo de ciudadanos llamado 'Por un Valle seguro', contaba con toda la maquinaria política creada por su padre y su socio Juan Carlos Martínez Sinisterra, por lo que logró una votación muy alta comparada con los demás candidatos.
Para las elecciones legislativas de Colombia de 2006, el MPU se unió con el partido Convergencia Ciudadana, por el cual Martínez Sinisterra se presentó, manteniendo su curul de senador. Sin embargo, terminó condenado por parapolítica al demostrarse su relación con el Bloque Calima de las Autodefensas Unidas de Colombia.
En el año 2009 los ex congresistas, también condenados por parapolítica Dieb Maloof y Vicente Blel hicieron una solicitud al Consejo Nacional Electoral para ceder la personería jurídica de su partido Colombia Viva a una nueva colectividad que se llamaría Alianza Democrática Nacional (ADN), buscando borrar su pasado relacionado con parapolítica y narcotraficantes del Cartel del Norte del Valle; dicha solicitud fue negada por vicios de trámite, por lo que para las elecciones al congreso algunos de sus candidatos como Juan Carlos Rizzeto migraron para el recién creado Partido PIN y otros se volvieron a inscribir como un partido de minorías resultando electo a la Cámara de Representantes Heriberto Arrechea Banguera, quien es considerado 'la mano derecha' de Juan Carlos Martínez Sinisterra. un mes después de su posesión, Arrechea realizó nuevamente la solicitud para cambiar el nombre, pero esta vez a Movimiento Interétnico de Opción Participativa (MIO). Para las elecciones de autoridades locales de 2011 solicitaron un nuevo cambio de nombre al que actualmente ostentan.

El MIO nació porque la ley lo permitió, pero además porque muchas personas que tienen votos y oportunidades no cuentan con el aval de ningún partido
Édison Bióscar Ruiz vocero

Esta estructura política se ha caracterizado por obtener altas votaciones en municipios del norte del Valle del Cauca, especialmente los que han sido más permeados por mafias del narcotráfico, conocida como el Cartel del Norte del Valle, así como los llamados 'corredores electorales' de las Autodefensas Unidas de Colombia.

## Cargos de elección popular
Con el aval de este movimiento se han obtenido los siguientes cargos:
| Corporación                          | Jurisdicción    | Candidato                 | Observaciones                         |
| ------------------------------------ | --------------- | ------------------------- | ------------------------------------- |
| Representante por el Valle del Cauca | Colombia        | Heriberto Arrechea        |                                       |
| Gobernación                          | Valle del Cauca | Héctor Fabio Useche       | Suspendido por la Contraloría General |
| Diputado                             | Amazonas        | Rosa Isabel Portilla Díaz |                                       |
| Diputado                             | Cesar           | Jhon Jairo Navarro Pérez  |                                       |
| Diputado                             | Nariño          | Manuel Ortiz Valverde     |                                       |
| Diputado                             | Valle del Cauca | Argemiro Villegas Ramírez |                                       |
| Diputado                             | Valle del Cauca | Carlos Alberto Bejarano   |                                       |
| Diputado                             | Vichada         | Berenice Ortiz            |                                       |
| Diputado                             | Vichada         | Jorge López Villamizar    |                                       |
| Concejal                             | Magdalena       | Arístides Herrera Posada  |                                       |